# Reprezentacja Finlandii w piłce wodnej kobiet
Reprezentacja Finlandii w piłce wodnej kobiet – zespół, biorący udział w imieniu Finlandii w meczach i sportowych imprezach międzynarodowych w piłce wodnej, powoływany przez selekcjonera, w którym mogą występować wyłącznie zawodnicy posiadający obywatelstwo fińskie. Za jej funkcjonowanie odpowiedzialny jest Fiński Związek Pływacki (SUL), który jest członkiem Międzynarodowej Federacji Pływackiej.